# Ploskovice
Ploskovice település Csehországban, a Litoměřicei járásban. Ploskovice Trnovany, Liběšice, Třebušín, Žitenice, Býčkovice és Chudoslavice településekkel határos. Lakosainak száma 464 fő (2024. január 1.).

## Népesség
A település lakosságának változását az alábbi diagram mutatja:
| Lakosok száma | 755  | 807  | 908  | 591  | 457  | 348  | 449  | 458  | 458  | 464  |
|               | 1869 | 1890 | 1921 | 1950 | 1980 | 2001 | 2017 | 2019 | 2022 | 2024 |